# Liubîmivka
Liubîmivka (în ucraineană Любимівка; între 1920 și 2016, Dzerjînskîi; în ucraineană Дзержинський) este o așezare de tip urban din orașul regional Rovenkî, regiunea Luhansk, Ucraina. În afara localității principale, nu cuprinde și alte sate.

## Demografie
Componența lingvistică a așezării de tip urban Liubîmivka
     Rusă (90,07%)
     Ucraineană (9,56%)
     Alte limbi (0,11%)
Conform recensământului din 2001, majoritatea populației așezării de tip urban Liubîmivka era vorbitoare de rusă (90,07%), existând în minoritate și vorbitori de ucraineană (9,56%).